# Spirit of St. Louis

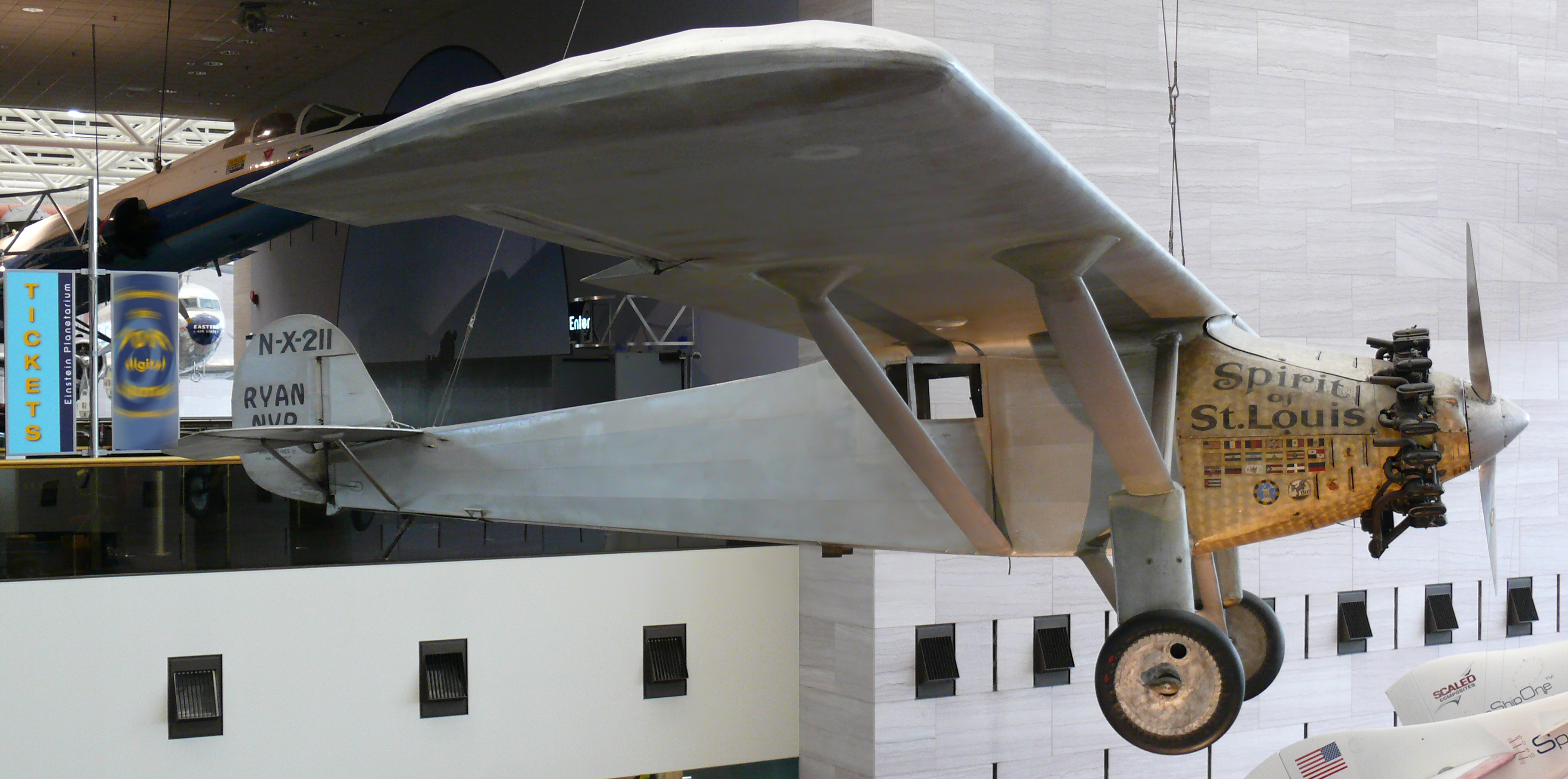
De Spirit of St. Louis in het National Air and Space Museum

Spirit of St. Louis was het vliegtuig waarmee Charles Lindbergh op 20 en 21 mei 1927 de Atlantische Oceaan overvloog. Lindbergh vertrok op 20 mei vanaf Roosevelt Airfield in Long Island en landde een dag later in Parijs, op Le Bourget Aérodrome. De vlucht had 33 uur en 30 minuten geduurd. Hij was daarmee de eerste in de geschiedenis die deze non-stopvlucht solo maakte. De eerste non-stop-vlucht was in 1919 de transatlantische vlucht van Alcock en Brown

## Naam en Orteigprijs

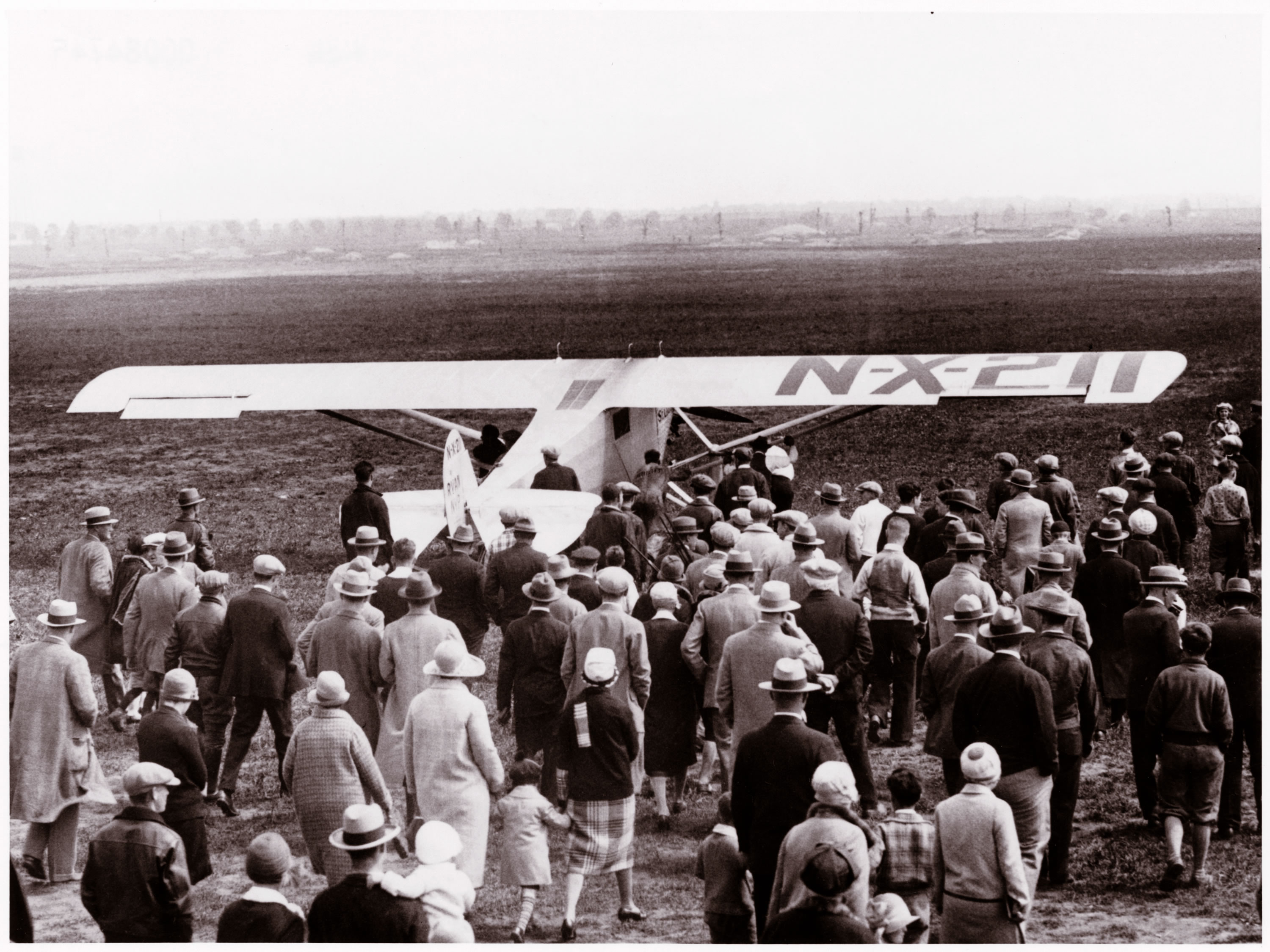
Lindbergh vertrekt van Roosevelt Field

Het toestel, een Ryan NYP (acroniem voor New York - Paris) was speciaal voor deze vlucht ontworpen op basis van een Ryan M-2 door Donald Hall van Ryan Aeronautical en werd gebouwd in San Diego. Toch werd het toestel genoemd naar Saint Louis in Missouri, omdat de sponsors afkomstig waren uit deze stad. Het gehele project was geïnspireerd door hoteleigenaar Raymond Orteig, die een prijs van $ 25.000 had uitgeloofd voor de eerste vlieger die non-stop van New York naar Parijs zou vliegen. Deze Orteigprijs werd dan ook door Lindbergh en zijn team gewonnen.

## Zoektocht naar geschikt vliegtuig
De zoektocht naar een geschikt lange-afstandsvliegtuig leidde Charles Lindbergh in 1926 onder meer naar de Atlantic Aircraft Company, de Amerikaanse vestiging van Fokker. Maar de directie weigerde uit angst voor reputatieschade de jonge postvlieger een Fokker Universal te verkopen voor een risicovolle recordpoging. 
Lindbergh klopte daarna aan bij de firma Wright Aeronautical om de recordpoging te wagen in een Wright-Bellanca WB-2; deze leverancier wilde zich echter te veel mengen in de planning van de vlucht en drong zelfs aan dat er een passagier zou worden meegenomen. Daarop besloot Lindbergh nogmaals een andere vliegtuigfabrikant te zoeken en kwam zo terecht bij Ryan Aeronautical Company.

## Ontwerp

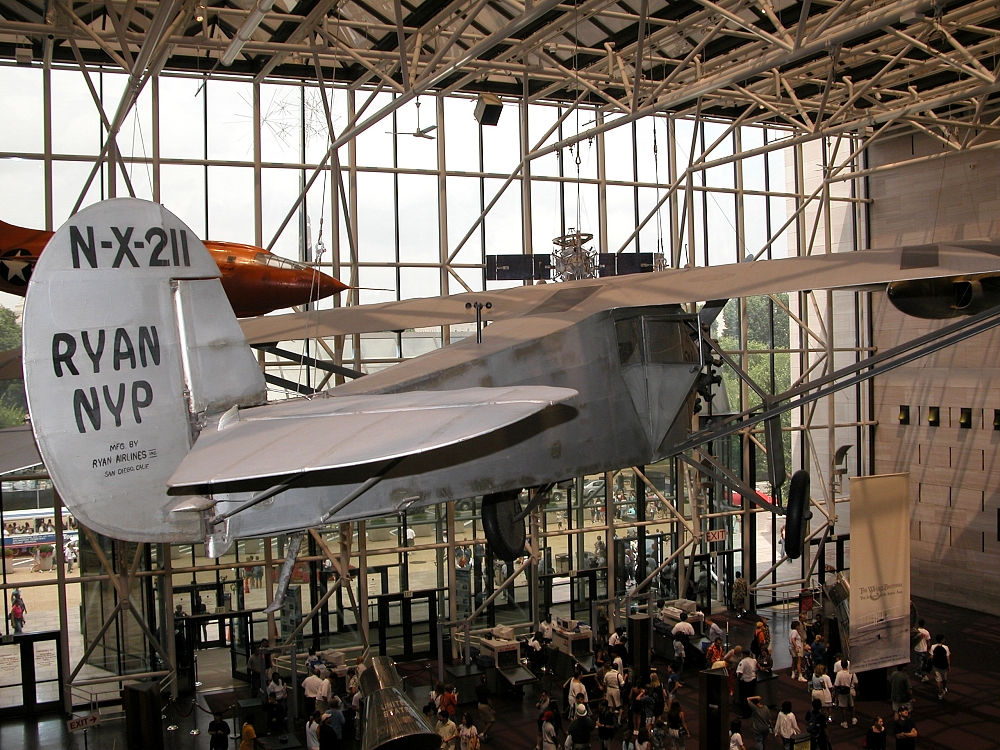
Spirit of St. Louis van achteren gezien

Hall, Lindbergh en de monteurs van Ryan bouwden het toestel - een eenzitter met een propellermotor - in slechts 60 dagen. In het voorjaar van 1927 waren er diverse concurrerende projecten die op de prijs uit waren. De spanwijdte van de M-2 werd flink vergroot, van 11 naar 14 meter, voor voldoende liftvermogen om het gewicht van toestel, ruim 1700 liter brandstof, piloot en apparatuur te kunnen dragen. Omdat Lindbergh geen aanpassingen wilde in de staart- en vleugelroeren ontstond een onstabiel toestel, met nerveus vlieggedrag. Men zegt dat Lindbergh dit zo had gevraagd, zodat hij tijdens de vlucht niet in slaap zou vallen.

De motor werd een Wright Whirlwind J-5C, het type dat ook de M-2 aandreef. Lindbergh bezuinigde op alles wat gewicht aan het toestel zou toevoegen: zo werd er geen radiozender geïnstalleerd. Het toestel werd het best gestroomlijnde vliegtuig van die dagen.

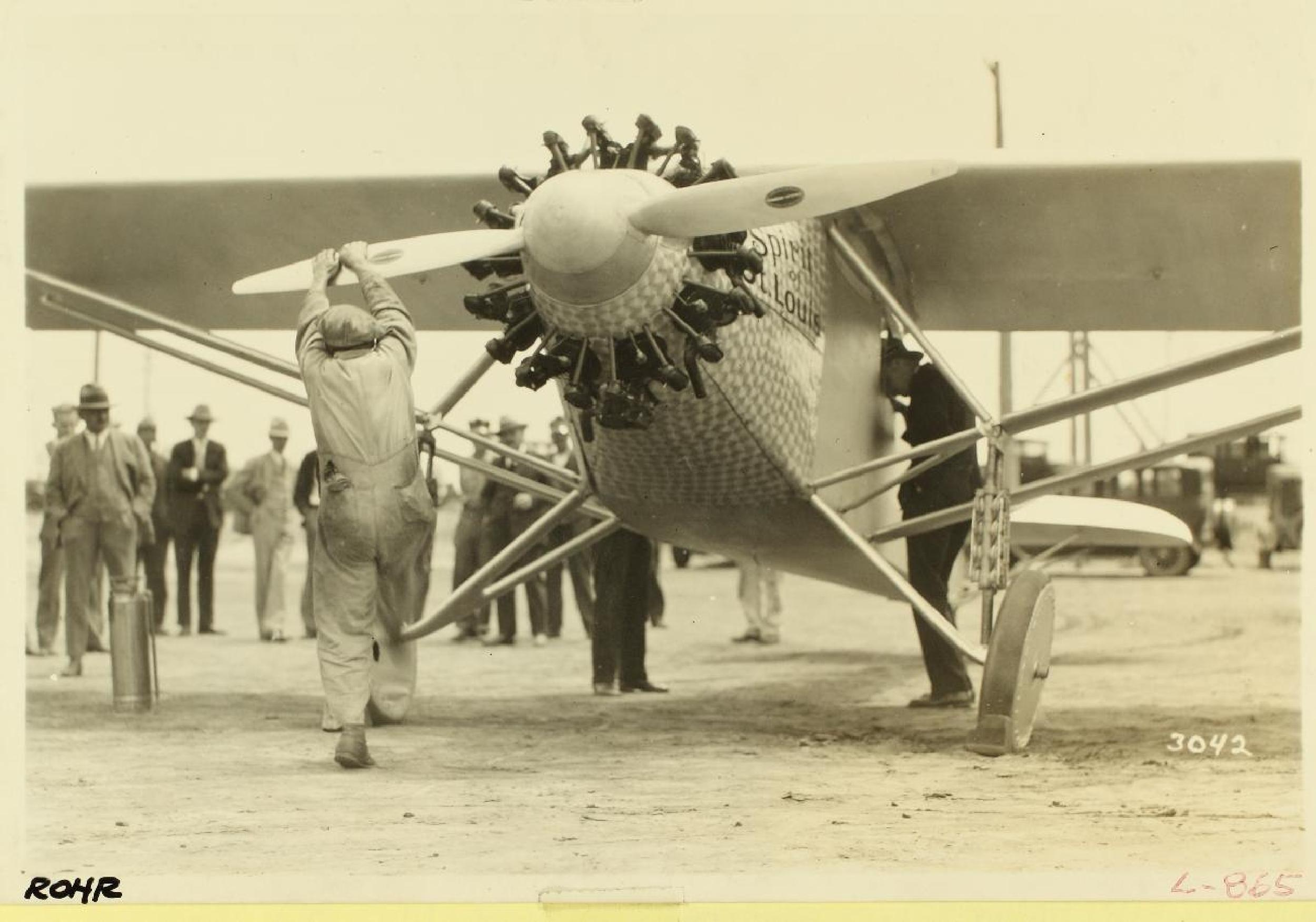
Hoofdmecanicien John van der Linde start de Spirit of St. Louis voor Lindberghs eerste vlucht door aan de propeller te trekken

Op Lindberghs verzoek werden de grote brandstoftanks vooraan in de romp geplaatst, vóór de piloot, met de olietank als brandmuur. Hierdoor kwam het zwaartepunt beter te liggen en verminderde de kans dat de piloot tussen de tank en de motor gekneld werd bij een crash. Door dit ontwerp kon er geen voorruit geplaatst worden, en was er slechts beperkt zicht naar voren door de zijruiten.  Dit vond Lindbergh niet erg omdat hij het gewend was in de achterste cockpit van postvliegtuigen te vliegen, met de zakken met post voor hem. Als hij voorwaarts wou kijken, liet hij het toestel even licht gieren en keek op die manier naar voren. Om toch enig voorwaarts zicht te hebben op lage hoogte, en scheepsmasten, bomen en andere hindernissen te kunnen opmerken, was er een periscoop geïnstalleerd. Het is onduidelijk of deze gebruikt werd tijdens de vlucht.

## In museum
De Spirit of St. Louis staat tentoongesteld in het National Air and Space Museum in Washington. Er zijn in de loop der tijd diverse replica's gemaakt, die in verschillende musea zijn terug te vinden.

## Specificaties
- Type: Ryan NYP

Ryan NYP, getekende aanzichten

- Fabriek: Ryan Aeronautical Company
- Ontwikkeld vanuit: Ryan M-2 (tweezitter postvliegtuig)
- Rol: Lange-afstandsvliegtuig voor recordpoging
- Bemanning: 1
- Lengte: 8,41 m
- Spanwijdte: 14,00 m
- Hoogte: 3,00 m
- Vleugelprofiel: Clark Y
- Vleugeloppervlak: 30 m2
- Leeg gewicht: 975 kg
- Brandstof: 1703 liter
- Maximum gewicht: 2329 kg
- Motor: 1 × Wright J-5C Whirlwind negencilinder luchtgekoelde stermotor, 223 pk
- Propeller: tweeblads Standard Steel vaste spoed metalen propeller
- Eerste vlucht: 28 april 1927
- Laatste vlucht: 30 april 1928
- Aantal vluchten: 174 (totaal: 489 uur en 28 minuten)
- Aantal gebouwd: 1 (1927)
- Registratie: N-X-211

Prestaties:
- Maximumsnelheid: 214 km/h
- Kruissnelheid: 160-180 km/h
- Plafond: 5000 m
- Vleugelbelasting: 78 kg/m2
- Vliegbereik: 6600 km